# Часник червонуватий
Часник червонуватий, цибуля червоніюча (Allium erubescens) — вид трав'янистих рослин родини амарилісові (Amaryllidaceae), поширений у Криму, Передкавказзі, Кавказі, Ірані.

## Опис
Багаторічна рослина, 30–40 см. Листочки оцвітини загострені, з відтягнутою верхівкою, 6.5–7 мм довжиною. Тичинки в 1.5 рази коротші від оцвітини.

## Поширення
Поширений у Криму, Передкавказзі, Кавказі, Ірані.
В Україні вид зростає на луках, трав'янистих схилах — в гірському Криму, зрідка.